# 果皮

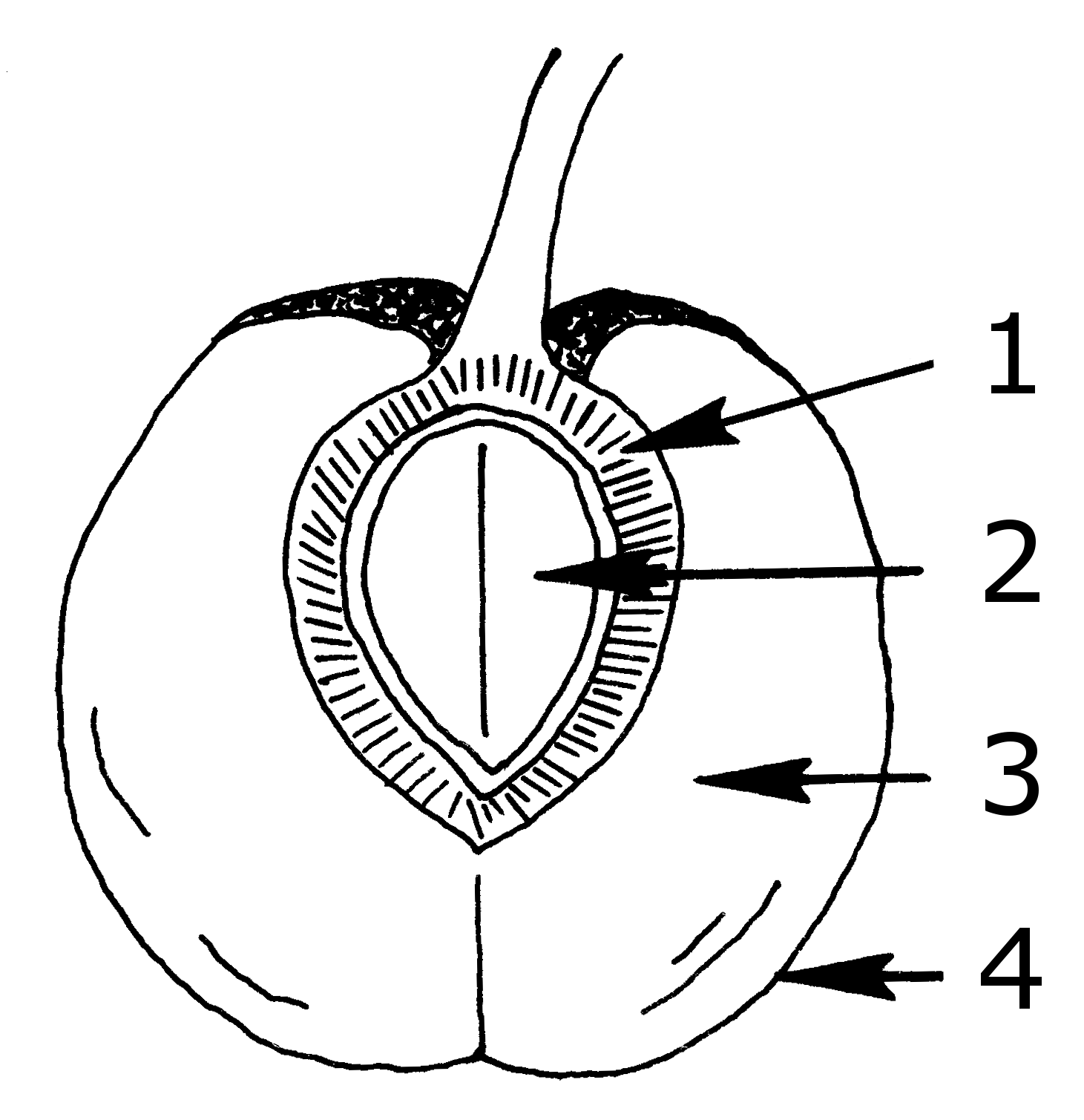
1. 核果の模式図: 1 = 内果皮、2 = 種子、3 = 中果皮、4 = 外果皮

果皮（かひ、英: pericarp）とは、果実において、雌しべの子房壁に由来する部分のことである。果皮は厚く肉質であるものから、薄く乾質であるものまである。また果皮は、外側から外果皮、中果皮、内果皮に分化していることもある。果皮は種子を包んでおり、種子を保護するとともに、しばしば効率的な種子散布のための構造・機構をもつ。
一般用語としては、果実の表面を覆う最も外側の部分（生物学的な意味での果皮の一部のみ）を果皮とよんでいることもある。

## 構造

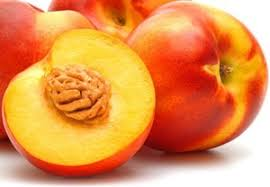
モモの核果の果皮は薄い外果皮、多肉質の中果皮、硬い内果皮に分化している。

被子植物では、雌しべの子房が発達して果実になり、子房に包まれていた胚珠が種子になる。果実となったとき、子房の壁だった部分は果皮とよばれる。雌しべは心皮（大胞子葉に相当する）から構成されており、果皮は果実における心皮の部分でもある。果皮は基本的に3層からなり、外側から外果皮（がいかひ、exocarp）、中果皮（ちゅうかひ、mesocarp）、内果皮（ないかひ、endocarp）とよばれる。外果皮は明瞭だが中果皮と内果皮がともに多汁質で分化が不明瞭な場合は、中果皮と内果皮をあわせて内果皮とよんでいることもある。また果皮が薄い場合など、果皮の分化が不明瞭なことも多い。イネ科の果実（頴果）では、ふつう果皮が種皮と癒合している。
果皮は成熟した状態で少なくとも一部が多肉質または多汁質な場合と、全て乾燥している場合があり、前者の果皮をもつ果実は液果または多肉果、後者の果皮をもつ果実は乾果とよばれる。多肉質または多汁質の果皮は、果肉（sarcocarp）ともよばれる。またモモの果実のように内果皮が特に硬化している場合は、核（果核; stone, putamen）とよばれる。ミカン状果では、外果皮が緻密で油細胞を含みフラベド、中果皮が白く海綿質でアルベドとよばれる。
子房下位の植物では、雌しべの子房は花托で包まれている。多くの場合、この花托に由来する部分も果実の外皮を構成している。この部分は厳密な意味での果皮（雌しべの子房壁に由来する構造）ではなく、偽果皮とよばれている例もある。しかしその区分はふつう不明瞭であり、特に区別せず果皮とよばれることも多い。
乾果のうち、成熟した状態で果皮が裂開しない果実は閉果（非裂開果）、裂開する果実は裂開果とよばれる。液果の果皮はふつう裂開しないが、アケビ（アケビ科）のように裂開する例もある。

## 種子散布との関わり

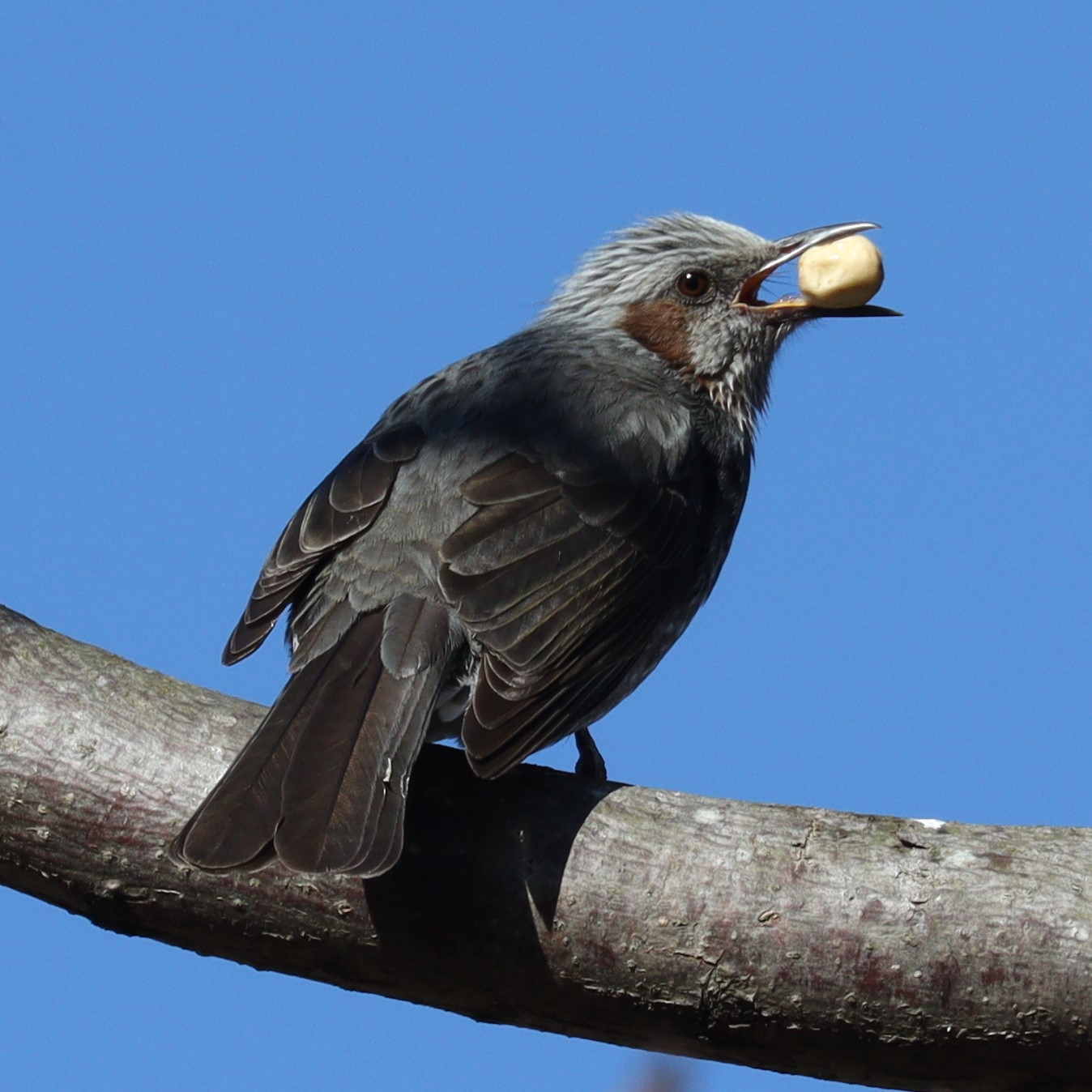
ヒヨドリに食べられるセンダン（センダン科）の果実

果皮は種子を包んでおり、以下のように種子散布のための構造・機構をもつことがある。
果皮の少なくとも一部が多肉・多汁質である果実は液果または多肉果とよばれるが、このような果皮は鳥や哺乳類の食料となり、被食されて種子が排出されることで散布される（動物被食散布）。
ドングリなどブナ科の果実（堅果）は、薄いが非常に硬い果皮が1個の種子を包んでいる。そのためげっ歯類やカケスなど限られた動物がこのような果実（の中の種子）を食用とし、このような動物は果実を運搬、貯蔵するため、食べ残しが発芽する（貯食散布）。
ヌスビトハギ（マメ科）やヤエムグラ（アカネ科）、ヤブジラミ（セリ科）などの果皮にはカギ状の毛があり、またノブキ（キク科）などの果皮からは粘液が分泌され、これらによって動物に付着することで種子散布される（動物付着散布）。

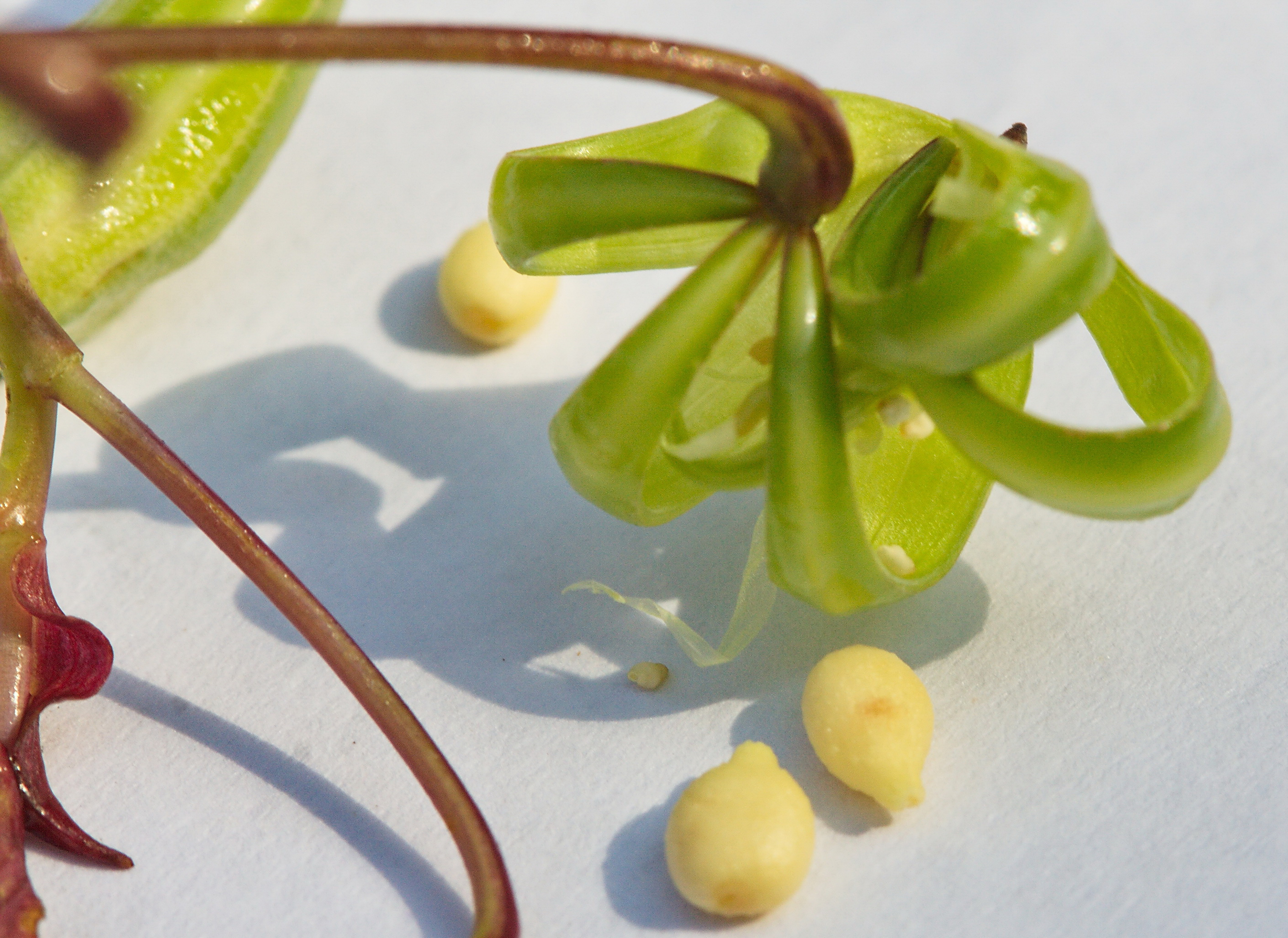
裂開し種子を射出したオニツリフネソウの果実

ココヤシ（ヤシ科）やクサネム（マメ科）、ハマダイコン（アブラナ科）、チョウジタデ（アカバナ科）、タカサブロウ（キク科）などでは、果皮がコルク質などで軽くなっており、水に浮いて水流で散布される。
ユリノキ（モクレン科）やニレ（ニレ科）、ネムノキ（マメ科）、カエデ（ムクロジ科）、ニワウルシ（ニガキ科）、トネリコ（モクセイ科）などの果実では、果実全体または果皮の一部が薄く翼状になっており、風によって散布される。
一部の植物は、果皮の変形などによって種子を自動的に射出散布する（自動散布、自力射出散布）。シキミ（マツブサ科）やスミレ（スミレ科）、カラスノエンドウ（マメ科）、ゲンノショウコ（フウロソウ科）、コクサギ（ミカン科）では、果皮が乾燥によって収縮し、果皮をつなぎ止めている力や種子を保持する力を上回った瞬間に種子をはじき飛ばす。またムラサキケマン（ケシ科）やコミカンソウ（コミカンソウ科）、ホウセンカ（ツリフネソウ科）では、果皮を構成する生きた細胞の膨圧上昇によって果実がはじけて種子を射出する。

## 人間との関わり

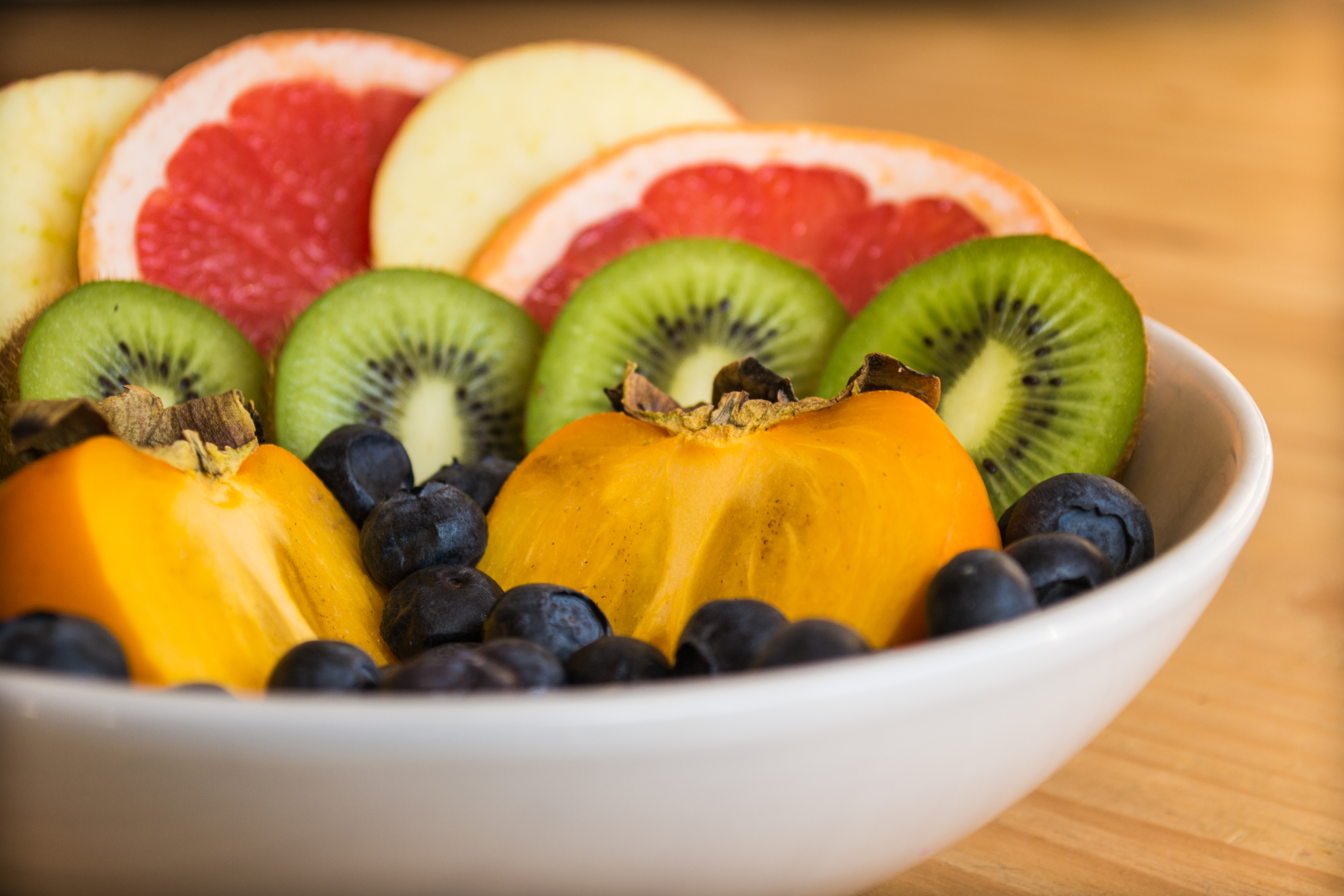
果物や果菜の多くでは、果皮の部分が食用とされる。

人間はさまざまな果実を食用とする。穀物などは果実内の種子を食用とするが、果実のそれ以外の部分が食用とされることも多い（アボカド、バナナ、ブドウ、モモ、キュウリ、カキノキ、キウイフルーツ、ピーマン、トマトなど）。このような果実のうち、甘みが強いものは果物、野菜として利用されるものは果菜とよばれる。多くの場合、中果皮と内果皮、または中果皮が多肉・多汁質となっている液果が利用される。ミカン科の果実（ミカン状果）では、内果皮内面に生じた毛に果汁が溜まったものが利用される（ミカン、レモンなど）。リンゴやナシ、ビワのナシ状果では、本来の果皮は花托（茎の先端部分）に包まれており、この花托の部分が食用とされ、本来の果皮を含む部分は"芯"となる。
インゲンマメやエンドウ（マメ科）、オクラ（アオイ科）の果実は乾果であり、成熟すると果皮は乾燥しているが、未成熟の果実の果皮が食用として利用される。
オリーブ（クスノキ科）などの果皮には油が多く含まれ、食用油やせっけんなどに利用される。コショウ（コショウ科）やトウガラシ（ナス科）の果皮は精油やアルカロイドを含み、香辛料として用いられる。また、果皮は香料の原料として利用されることがある。

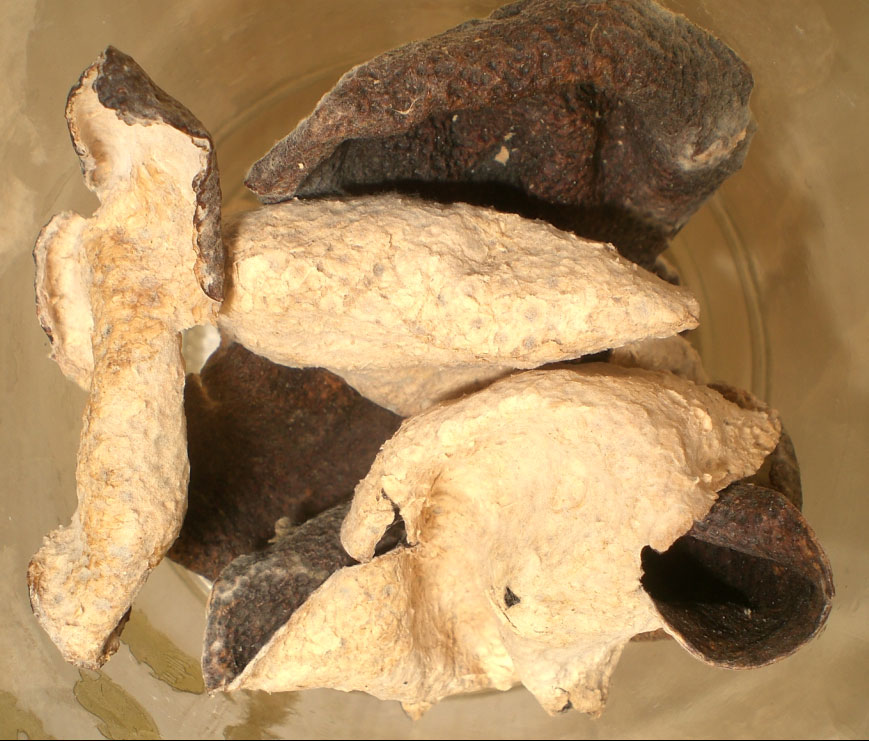
陳皮（ミカンの果皮を乾燥させたもの）は生薬や香辛料に利用される。

果皮やその成分が薬用と利用されることもある。薬用や麻薬として用いられるアヘンは、ケシ（ケシ科）の未熟果実の果皮から得られる。他にも、果皮から得られる色素が染料として利用される例がある。
カボチャやヒョウタン（ウリ科）、ココヤシ（ヤシ科）などの果皮は飾りや容器に用いられることがある。ヘチマ（ウリ科）やココヤシの果皮から得られる繊維もさまざまな用途に利用される。